# The Santa Clause 3
The Santa Clause 3 (volledig: The Santa Clause 3: The Escape Clause) is een Amerikaanse kerstfilm uit 2006 met in de hoofdrol Tim Allen. De film werd voorafgegaan door The Santa Clause en The Santa Clause 2: The Mrs. Clause (2002).
Tim Allen speelt opnieuw Scott Calvin (Santa Claus) en Martin Short speelt Jack Frost (Vader Winter) als de concurrent van Santa Clause. Elizabeth Mitchell speelt net als in The Santa Clause 2 Mrs. Clause die nu in deze film inmiddels zwanger geworden is. Daarnaast spelen ook veel andere acteurs die meespeelden in de vorige twee films, opnieuw een rol in deze film in hun eerdere rol. David Krumholtz, die in de vorige films hoofdelf Bernard speelde, speelt in deze film niet mee wegens planningsproblemen.
De productie werd voltooid in februari 2006. De film was te zien in bioscopen vanaf 3 november 2006 in de Verenigde Staten en 24 november in het Verenigd Koninkrijk. 

## Verhaal
Scott Calvin a.k.a. Santa Claus (Tim Allen) heeft dit jaar problemen om alles vlekkeloos te laten verlopen. Zijn vrouw Carol (Elizabeth Mitchell) is zwanger van haar eerste kind en is bang dat terwijl hij de pakjes aflevert, zij hun pakje aflevert. Ze wil zich graag meer comfortabel voelen en daarom nodigt Scott zijn schoonouders (Silvia en Bud Newman gespeeld door Ann-Margret en Alan Arkin) uit om op bezoek te komen op de Noordpool onder het mom dat dit een Canadese speelgoedfabriek is. Tegelijk komen de ex-vrouw van Scott, Laura (Wendy Crewson), haar man Neil (Judge Reinhold), en hun dochter Lucy (Liliana Mumy) ook Mrs. Clause vergezellen. Ondertussen komt er een bijeenkomst van de Raad van Legendarische Figuren, waarbij blijkt dat er bordkartonnen uitsneden van Jack Frost bestaan met daarop "Merry Frostmas". Moeder Natuur (Aisha Tyler) en Vader Tijd (Peter Boyle) beschuldigen Jack Frost (Martin Short) ervan om de Kerstman voorbij te streven en alle Legendarische Figuren zijn het er over eens dat er voor Jack Frost een strafmaatregel bedacht moet worden. Jack weet hen te overtuigen om een taakstraf te doen op de Noordpool. Met tegenzin stemt Scott in en Jack helpt hem om de Noordpool te vermommen als Canada voor de komst van de schoonouders. Jack echter wil de krachten en invloed van de Kerstman hebben en probeert op tal van plekken de boel te saboteren door het veroorzaken van technische problemen. De winkel wordt een chaos en er worden cadeautjes vernietigd. Scott voorziet de mogelijkheid dat er niet genoeg cadeautjes zijn voor alle kinderen voordat het kerst is.
Jack praat met hoofdelf Curtis (Spencer Breslin) over de Hal van Sneeuwbollen en ontdekt dat de sneeuwbol van Scott gebruikt kan worden om de "Escape Clause" (ontsnappingsclausule) te activeren, de meest krachtigste clausule van alle Santa Clausules. Deze clausule kan de huidige Kerstman gebruiken om te ontsnappen aan zijn baan als Kerstman, wanneer hij zijn sneeuwbol vasthoudt en zegt: "I wish I had never become Santa at all" (Ik wou dat ik nooit een Kerstman geworden was). Dan wordt de clausule in werking gesteld en keert hij terug in de tijd naar het punt waarop hij Kerstman werd, om te voorkomen dat die gebeurtenis plaatsvindt. Scott neemt een korte pauze om Lucy de Hal van Sneeuwbollen te laten zien en geeft haar een magische sneeuwbol die haarzelf knuffelend met een sneeuwpop toont, en roze kleurt vanwege haar innerlijke liefde en warmte. Terwijl zij de hal verlaten, sluipt Jack de hal binnen en steelt de sneeuwbol van Scott, waarbij hij de ouders van Lucy bevriest wanneer ze hem zien. Na verdere pogingen van sabotage weet Jack het klaar te spelen om de schoonouders boos te maken. Vervolgens geeft Jack aan Scott een cadeau wanneer Scott praat over zijn frustraties. Niet realiserende wat hij aan het doen is, wordt Scott overtuigd om de ontsnappingsclausule te noemen, terwijl hij zijn cadeau opent en zijn eigen sneeuwbol eruit haalt. Jack en Scott worden teruggeworpen in de tijd naar de voortuin van Scott, alwaar, 12 jaar eerder, Scott de val van het dak van de Kerstman veroorzaakt en diens jas aantrok en vervolgens Kerstman werd. Jack grijpt de jas voordat de toenmalige Scott de jas kan pakken, trekt die aan en wordt de nieuwe Kerstman.
Scott komt terug in het heden, waar hij twaalf jaar lang de CEO is voor het bedrijf waar hij voordat hij Kerstman werd reeds werkte, waarbij hij zelfs op kerstavond bezig was met werk. Hij rijdt naar het huis van zijn ex-vrouw Laura. Zij behandelt hem koud en vertelt dan dat zij en Neil ook gescheiden zijn na de geboorte van Lucy als gevolg van de afwezigheid van Scott, waarbij Neil geprobeerd heeft om de vaderschapsrol te vervullen voor Charlie. Scott probeert verwoed te vragen waar Carol is en Laura vertelt dat ze "de stad jaren geleden verlaten had omdat er niet genoeg kinderen waren om te terroriseren of zoiets". Laura geeft hem een tijdschrift dat de Noordpool toont als een toeristische attractie, waar ouders hun kinderen mee naartoe nemen en betalen om op de lijst van goed gedrag te mogen staan. Scott verzekert Laura dat hij alles weer goed en normaal zal maken. Scott wil zijn oude baan als Kerstman terug en gaat naar de Noordpool waar de elfen ellendig zijn en kerst in hoge mate gecommercialiseerd. Lucy en Neil zijn daar ook, maar zijn niet blij om Scott te zien. Scott confronteert Jack gedaan heeft en claimt dat zijn visie op kerst niet datgene is waar het bij kerst om gaat, maar Jack herinnert Scott eraan dat hij diegene was die zei "I wish I had never become Santa at all".
Scott weet Lucy te overtuigen om de Hal van de Sneeuwbollen in te sluipen en om de sneeuwbol van Jack naar hem toe te brengen. Scott interrumpeert een muzikale voorstelling van Jack, wanneer Lucy de sneeuwbol van Jack toewerpt. Jack drijft met Scott de spot dat hij hem nooit zal weten te overtuigen om de ontsnappingsclausule in werking te laten treden, maar Scott speelt de opname van Jack af waarin hij zegt "I wish I had never become Santa at all", zoals Jack dit eerder tegen Scott gezegd had. Opnieuw terug in het verleden houdt Scott Jack vast terwijl zijn oude zelf de jas vindt en aantrekt, en op die manier de gebeurtenissen van de voorbije jaren herstelt. Vervolgens zijn ze beiden weer terug in het heden, en herenigt zich met zijn vrouw, hoewel er geen tijd verstreken is sinds hij weg was, en belooft zijn vrouw haar leven te verbeteren. Hij laat vervolgens zijn schoonouders de waarheid zien, waar ondanks de sabotage van Jack, cadeautjes worden vervaardigd en op tijd zijn voor de levering in de kerstnacht. Als verrassing voor Scott helpt zijn zoon Charlie (Eric Lloyd) de elfen mee, samen met de Legendarische Figuren. Op het moment dat alles perfect lijkt te gaan verschijnen Curtis en Lucy, en blijken Neil en Laura ingevroren te zijn. Jack wordt naar binnengebracht en weigert het ongedaan te maken. Om hen te ontdooien, moet zichzelf Frost ontdooien, en zij zijn daarom voor altijd bevroren. Scott heeft echter een idee. Hij zegt Lucy dat zij Jack een van haar hartverwarmende omhelzingen moet geven, haar stevige omhelzing vol van liefde en warmte. Dit breekt Jack waardoor hij, zijn haar en zijn kleren veranderen van ijzig naar normaal die zijn toverspreuk over Neil en Laura doorbreekt. Iedereen, inclusief de ontdooide en omgevormde Jack, vieren het met een omhelzing. Plotseling meldt Carol dat haar pakje onderweg is. Slechts twee uur voordat Scott op pad moet om cadeautjes af te geven, bevalt ze van een baby met de naam Buddy Claus. 

## Rolbezetting
- Tim Allen als Kerstman / Scott Calvin
- Martin Short als Jack Frost
- Elizabeth Mitchell als Mrs. Claus / Carol Newman-Calvin
- Judge Reinhold als Neil Miller
- Wendy Crewson als Laura Miller
- Liliana Mumy als Lucy Miller
- Spencer Breslin als Curtis de Elf
- Alan Arkin als Mr. Bud Newman
- Ann-Margret als Mrs. Sylvia Newman
- Aisha Tyler als Moeder Natuur
- Peter Boyle als Vader Tijd
- Michael Dorn als Zandman
- Jay Thomas als Paashaas
- Kevin Pollak als Cupido
- Art LaFleur als Tandenfee
- Eric Lloyd als Charlie Calvin
- Charlie Stewart als Dr. Hismus
- Abigail Breslin als Trish
- Sammi Hanratty als Glenda